# 0374

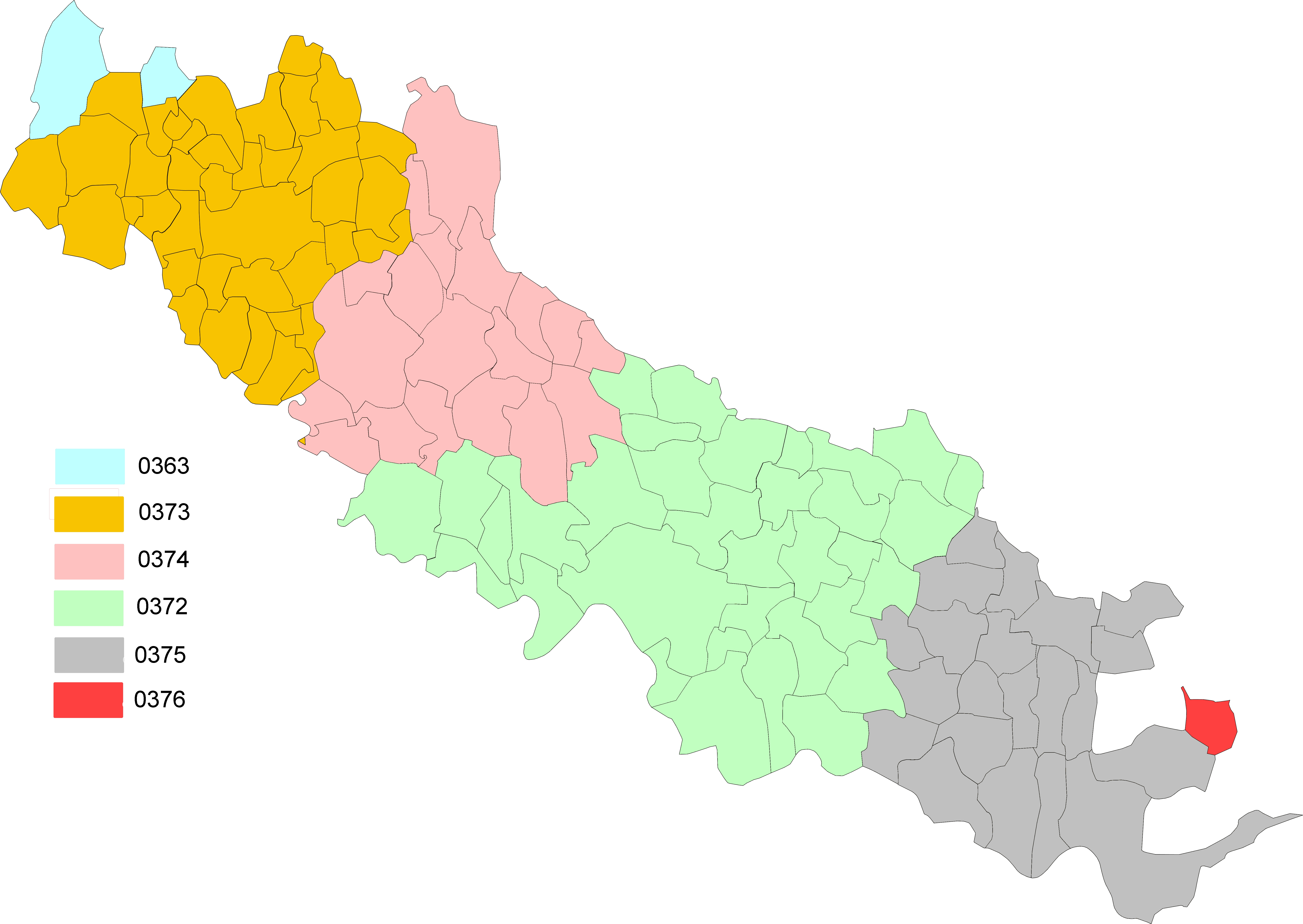
Mappa dei prefissi telefonici nella provincia di Cremona

0374 è il prefisso telefonico del distretto di Soresina, appartenente al compartimento di Milano.
Il distretto comprende la parte nord-orientale della provincia di Cremona. Confina con i distretti di Treviglio (0363) a nord, di Brescia (030) a est, di Cremona (0372) a sud-est, di Codogno (0377) a sud-ovest e di Crema (0373) a nord-ovest.

## Aree locali e comuni
Il distretto di Soresina comprende 18 comuni compresi in 1 area locale: Annicco, Azzanello, Cappella Cantone, Casalbuttano ed Uniti, Casalmorano, Castelleone, Castelvisconti, Cumignano sul Naviglio, Fiesco, Formigara, Genivolta, Gombito, Paderno Ponchielli, San Bassano, Soncino, Soresina, Ticengo e Trigolo .